# Tulsa 66ers 2005-2006
La stagione 2005-06 dei Tulsa 66ers fu la 5ª nella NBA D-League per la franchigia.
I Tulsa 66ers arrivarono quinti nella NBA D-League con un record di 24-24, non qualificandosi per i play-off.

## Roster
| N° | Naz.                   | Ruolo | Sportivo          | Anno | Alt. | Peso |
| -- | ---------------------- | ----- | ----------------- | ---- | ---- | ---- |
|    | Stati Uniti (bandiera) | G     | Anthony Wilkins   | 1980 | 201  | 100  |
| 3  | Stati Uniti (bandiera) | G     | Ronald Blackshear | 1978 | 196  | 95   |
| 5  | Stati Uniti (bandiera) | G     | Will Conroy       | 1982 | 188  | 88   |
| 7  | Stati Uniti (bandiera) | G     | Marcus Taylor     | 1981 | 191  | 88   |
| 9  | Stati Uniti (bandiera) | A     | Tang Hamilton     | 1978 | 203  | 100  |
| 13 | Stati Uniti (bandiera) | G     | Eddie Basden      | 1983 | 196  | 98   |
| 14 | Polonia (bandiera)     | C     | Cezary Trybański  | 1979 | 218  | 109  |
| 15 | Stati Uniti (bandiera) | G     | John Lucas        | 1982 | 180  | 75   |
| 21 | Stati Uniti (bandiera) | A     | Torraye Braggs    | 1976 | 203  | 111  |
| 23 | Turchia (bandiera)     | A     | Ersan İlyasova    | 1987 | 206  | 107  |
| 25 | Stati Uniti (bandiera) | G     | Marcus Hill       | 1978 | 196  | 88   |
| 30 | Stati Uniti (bandiera) | A     | Brandon Bass      | 1985 | 203  | 109  |
| 32 | Stati Uniti (bandiera) | G     | Bernard King      | 1981 | 196  | 88   |
| 33 | Stati Uniti (bandiera) | G     | Desmon Farmer     | 1981 | 196  | 100  |
| 34 | Stati Uniti (bandiera) | A     | Sean Banks        | 1985 | 203  | 95   |
| 42 | Stati Uniti (bandiera) | A     | Seamus Boxley     | 1982 | 201  | 102  |
| 45 | Stati Uniti (bandiera) | A     | Quemont Greer     | 1981 | 201  | 109  |
| 50 | Stati Uniti (bandiera) | C     | Tony Kitchings    | 1979 | 208  | 118  |
| 51 | Stati Uniti (bandiera) | A     | Shawnson Johnson  | 1980 | 206  | 113  |
| 52 | Dominica (bandiera)    | AC    | Otis George       | 1982 | 203  | 102  |
| 53 | Stati Uniti (bandiera) | AC    | Cedric Suitt      | 1979 | 211  | 111  |

## Staff tecnico
- Allenatore: Joey Meyer
- Vice-allenatore: Roy Rogers
- Preparatore atletico: John Joslin